# Vitpannad skrika
Vitpannad skrika (Cyanolyca viridicyanus) är en fågel i familjen kråkfåglar inom ordningen tättingar.

## Utseende och läten
Vitpannad skrika är en 34 cm lång nästan helt himmelsblå kråkfågel. Avvikande är svart på panna, tygel och örontäckarna och mörkblått på strupe och övre delen av bröstet. Den är också, som namnet avslöjar, vit på främre delen av hjässan och vidare i en linje runt övre delen av örontäckarna och till att avdela strupe och bröst. Liknande turkosskrikan har istället svart linje mellan strupe och bröst samt blåare strupe. Lätena är komplexa och varierade. Ofta återgivet är ett snabbt stammande tjatter liknat vid ett metalliskt maskingevär. Även ett mjukt och pipigt "wau" kan höras.

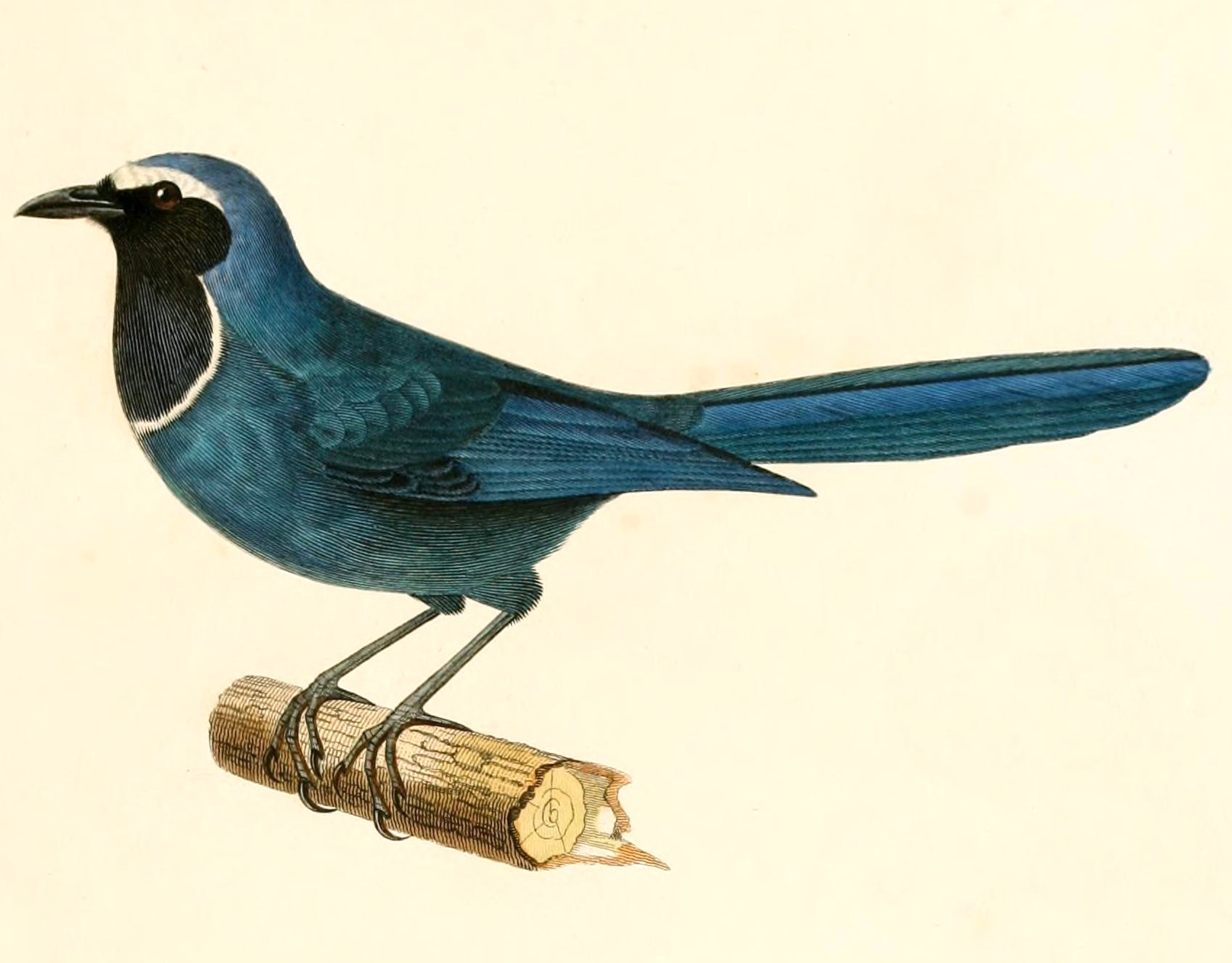

## Utbredning och systematik
Vitpannad skrika delas in i tre underarter:
- Cyanolyca viridicyanus jolyaea – förekommer i Anderna i norra Peru (Amazonas till Junín)
- Cyanolyca viridicyanus cyanolaema – förekommer i Anderna i sydöstra Peru (Cusco och Puno)
- Cyanolyca viridicyanus viridicyanus – förekommer i Anderna i västra Bolivia (La Paz och Cochabamba)

## Status
Arten har ett stort utbredningsområde och beståndet anses vara stabilt. Internationella naturvårdsunionen IUCN listar den därför som livskraftig (LC).